# Ріхард фон Крафт-Ебінґ
Ріхард фон Крафт-Ебінґ (нім. Richard von Krafft-Ebing; 14 серпня 1840, Мангайм, Німеччина — 22 грудня 1902, Ґрац, Австрія) — австрійсько-німецький психіатр, невропатолог, криміналіст, дослідник людської сексуальності. Є одним з основоположників сексології.

## Біографія
Народився 14 серпня 1840 року в родині цивільного службовця. Мати його походила з родини юристів і визнаних інтелектуалів. Його дід по материнській лінії був відомим в Німеччині юристом, який отримав прізвисько «захисник проклятих» через свої виступи на захист прав обвинувачених в аморальних злочинах, зокрема, пов'язаних із статевими збоченнями.
Поступивши на медичний факультет Гейдельберзького університету, Ріхард слухав лекції найстарішого німецького психіатра І. Б. Фридрейха, який тоді завідував університетською клінікою. Його спеціалізація остаточно визначилася, коли його направили в Цюрих на поправку після тифу. Він прослухав в Цюріхському університеті лекції основоположника психіатрії В. Грізінгера. Тут він познайомився зі всесвітньо відомим Вільгельмом Ербом, автором книги «Підручник електротерапії».
У 1863 році Крафт-Ебінґ отримує вчений ступінь. Темою своєї докторської дисертації він обрав марення. Після захисту він відправився в турне з метою продовжити отримання медичної освіти. Спочатку Віденський університет, де його вчителями були Шкода, І. Опольцер і К. Рокитанський, потім була Прага, а за нею і Берлін.
У 1864 році Крафт-Ебінґ займає місце асистента в будинку для психічно хворих в Ілленау. Це великий психіатричний заклад, відкритий в 1842 році недалеко від Ахерна, яким керував страсбурзький нейрогістолог, професор Х. Роллер. Ілленау був головним постачальником німецьких психіатрів протягом 30 років. Тут у різний час працювали Фішер, Гассе, Б. Гудден, Л. Кірн і Г. Шюле.
Французько-прусська війна зажадала знань Крафт-Ебінга на полі брані. Після укладення миру він займався приватною практикою і лікував поранених в Баден-Бадені. З травня 1872 року Крафт-Ебінг читає лекції в Страсбурзькому університеті.
У 1873 році Крафт-Ебінг приймає запрошення з університету Граца. Тут у його розпорядження була передана велика університетська клініка, відкрита в 1870 році. Кафедра психіатрії Граца, яку займав вчений, вважалася найкращою в Австрії після Віденського університету. Одночасно з цим високим призначенням він стає директором обласного закладу для божевільних «Фельдхофен». Крафт-Ебінг виявляв нескінченне терпіння у поводженні з мешканцями «Фельдхофен». Його незмінна доброта допомогла багатьом хворим, особливо з порівняно невеликими відхиленнями.
За роки роботи в цьому закладі Крафт-Ебінг видає тритомний «Підручник психіатрії», у якому були узагальнені спостереження над 20 тисячами хворих. Підручник був перекладений багатьма мовами і витримав 6 видань. З однойменною назвою з'являється спільна з Е. Крепеліним (рос. Крепелин, Эмиль) робота, яка свого часу розглядалася як вичерпна з проблем клінічної психіатрії, типології поведінки людини і мотивацій, що відрізняло цю роботу від психіатрії Т. Мейнерта, повністю заснованої на анатомії мозку.
У 1886 році Крафт-Ебінґ стає ординарним професором психіатрії та неврології. Він швидко завоював довіру, і до нього потягнулося безліч хворих. З часом, отримавши велику практику, Крафт-Ебінґ відкриває приватну лікарню для нервових і душевнохворих поблизу Граца, Штейермаркский притулок для божевільних.
У 1889 році Крафт-Ебінґ йде з посади завідувача кафедрою психіатрії медичного факультету університету Граца.
У 1892 році Ріхард фон Крафт-Ебінґ був запрошений до Віденського університету, де отримав кафедру психіатрії, що звільнилася після смерті Т. Мейнерта. Крафт-Ебінґ вважався найбільш досвідченим і відомим психіатром після Мейнерта в німецькомовному світі.

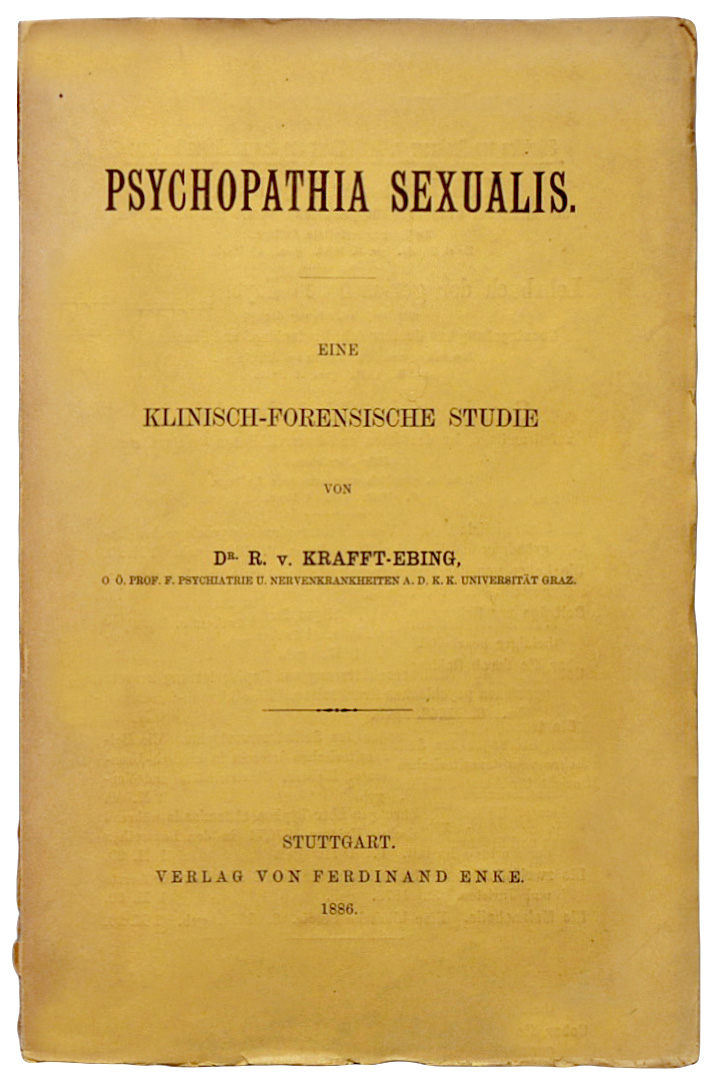
Перше видання Сексуальної психопатії (1886) Річарда фон Крафт-Ебінґа

22 грудня 1902 року Крафт-Ебінґ помер в Граці.

## Наукова діяльність
Крафт-Ебінг займався лікуванням за допомогою гіпнозу. Його перу належить кілька цікавих робіт, в яких представлені унікальні експерименти з його істеричною пацієнткою Ірмою. В результаті цих експериментів Крафт-Ебінг заявив, що сугестивність — не постійна властивість істеричної особистості, а твердження про поголовну схильність істеричних осіб навіюванню навряд чи є правомірним. Однак, незважаючи на його незаперечний науковий авторитет, до цих пір підручники психіатрії підкреслюють, що сугестивність — це властивість істеричної особистості.
Крафт-Ебінг став одним з перших експертів в області сексопатології. У його функції входило надавати судам медичну історію обвинувачених. Але цим він не обмежувався. Прагнучи домогтися розуміння і милосердя стосовно відступивших від прийнятих норм поведінки, які викликали б сильну відразу в пуританському суспільстві Відня, він доводив, що обмежуються їхні громадянські права. Ця позиція вченого викликала вибух обурення. На основі своєї судової практики Крафт-Ебінг написав «Підручник судової психопатології».
Але найзнаменитішою роботою Ріхарда фон Крафт-Ебінґа є книга «Статева психопатія», одне з перших опублікованих досліджень сексуальних девіацій (парафілій). Робота пула вийшла в 1886 році і відразу ж набула широкої популярності, витримала за життя автора 12 видань, неодноразово випускалася пізніше на різних мовах, перевидається і в даний час. Відмітна її особливість — зібрана автором величезна кількість випадків сексуальних відхилень, що дозволило йому зробити висновки, які не втратили свого інтересу і нині. У цій книзі були опубліковані докладні медичні звіти про сотні статевих збочень. Матеріали такого роду раніше ніколи не публікувалися. Хоча Крафт-Ебінґ написав значну частину свого матеріалу латинською мовою, щоб бути зрозумілим лише лікарям, його різко засудили в Англії за «надання розголосу брудного й огидного матеріалу перед обличчям довірливого суспільства». В цій книзі Крафт-Ебінг докладно описує і вперше вводить поняття садизму, мазохізму, зоофілії, а також бертранізму. Термін «бертранізм» з'явився завдяки знаменитому випадку сержанта Бертрана, який також був вперше описаний Крафт-Ебінґом.

## Основні праці

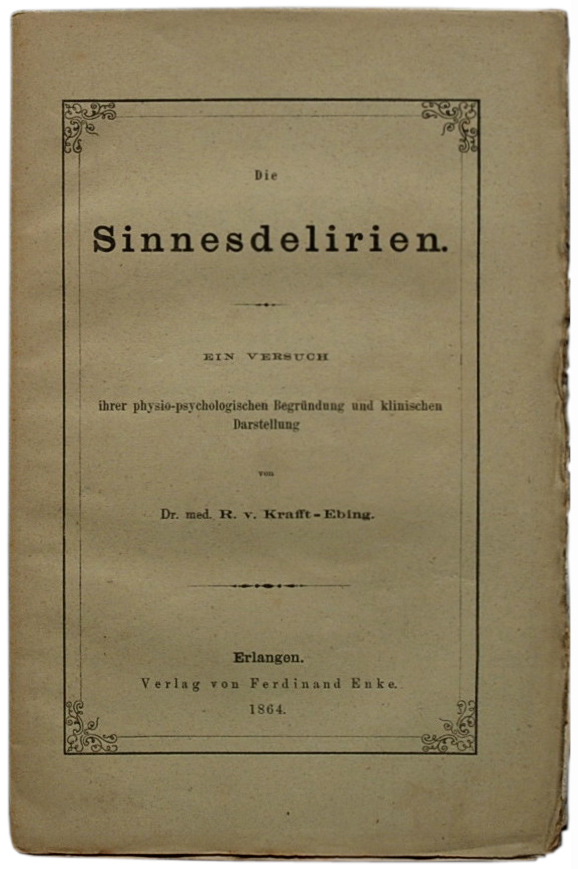
Die Sinnesdelirien (Помилки почуттів), 1864
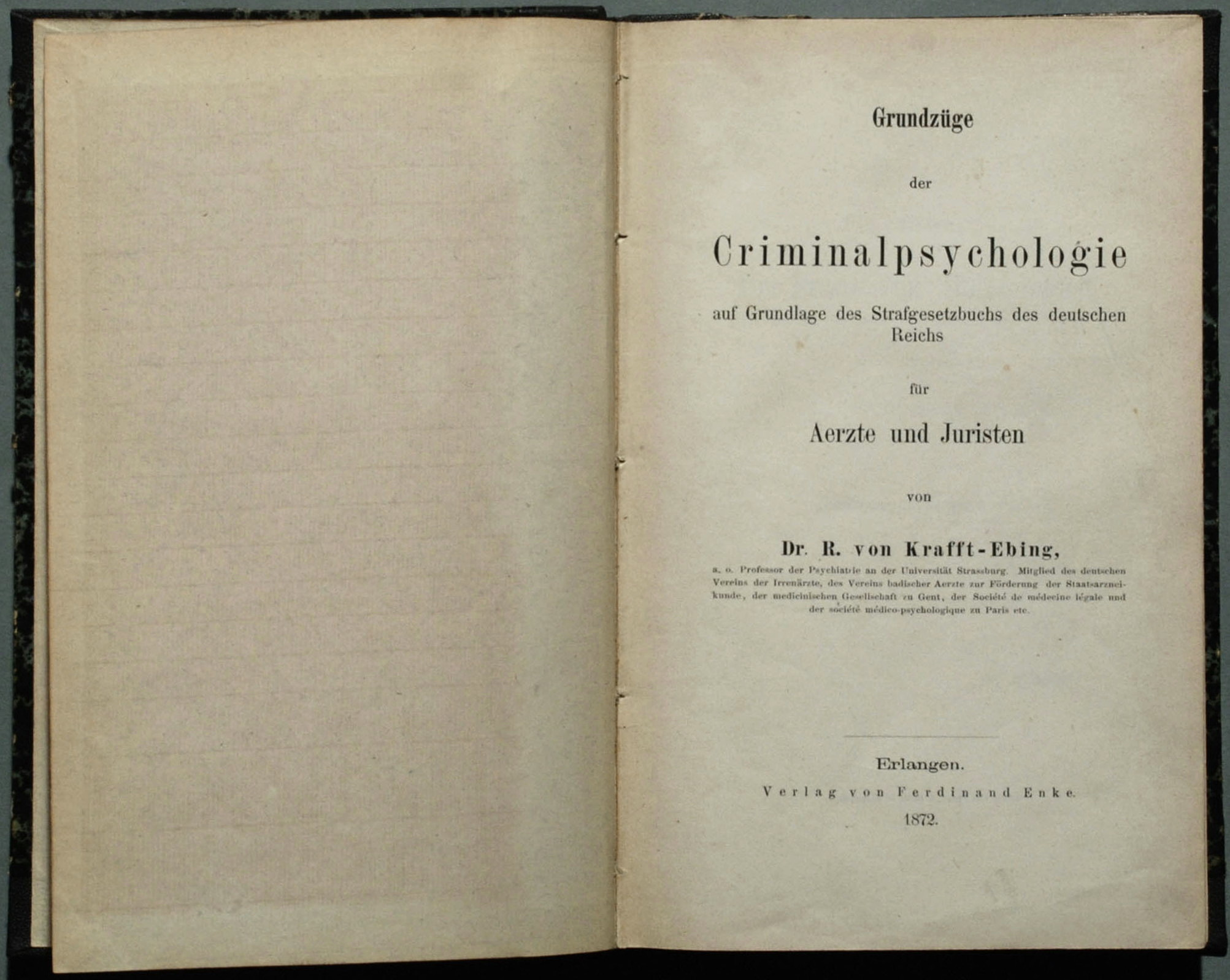
Grundzüge der Criminalpsychologie (Основи кримінальної психології), 1872
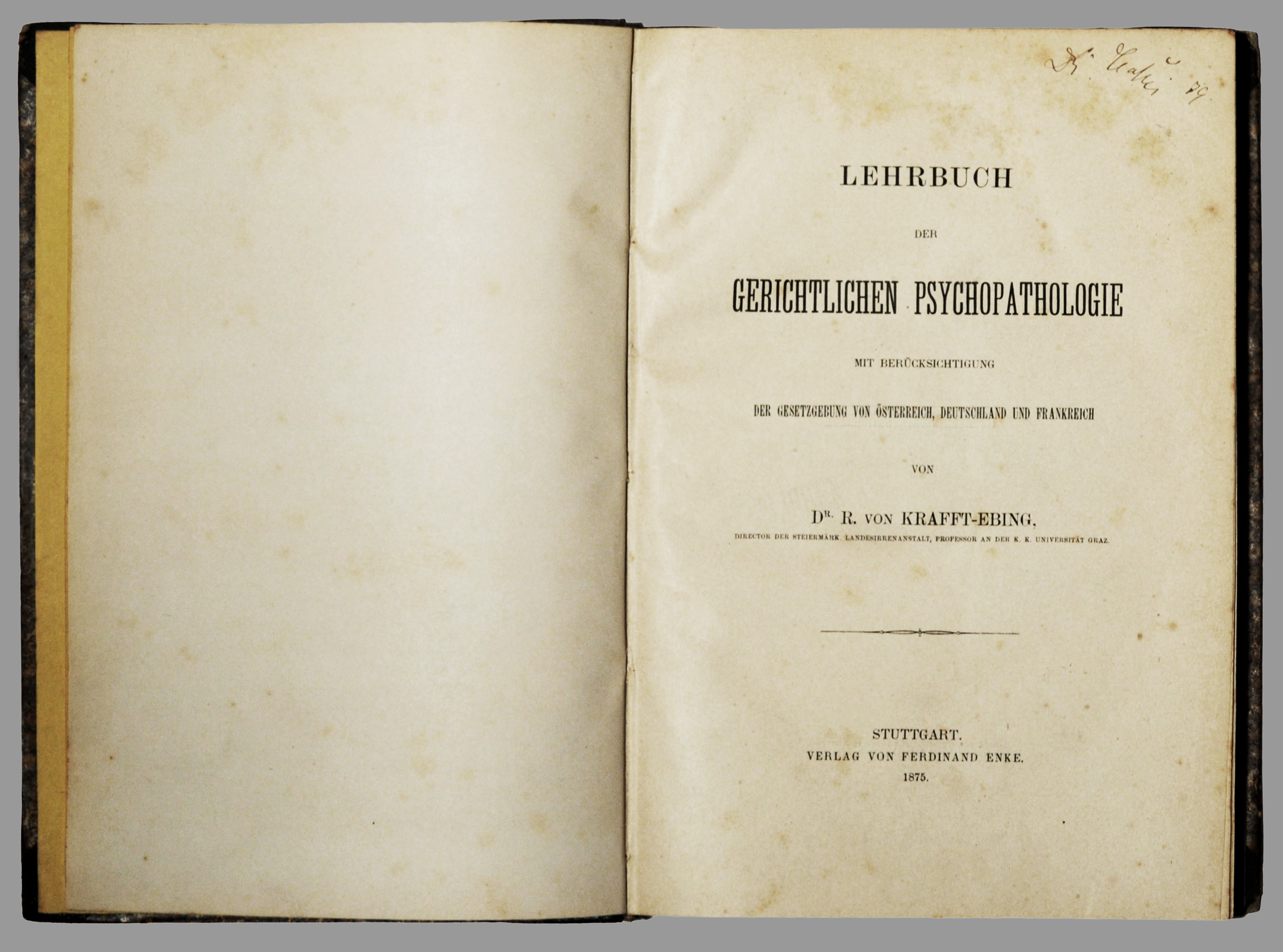
Lehrbuch der gerichtlichen Psychopathologie (Підручник судової психопатології), 1875
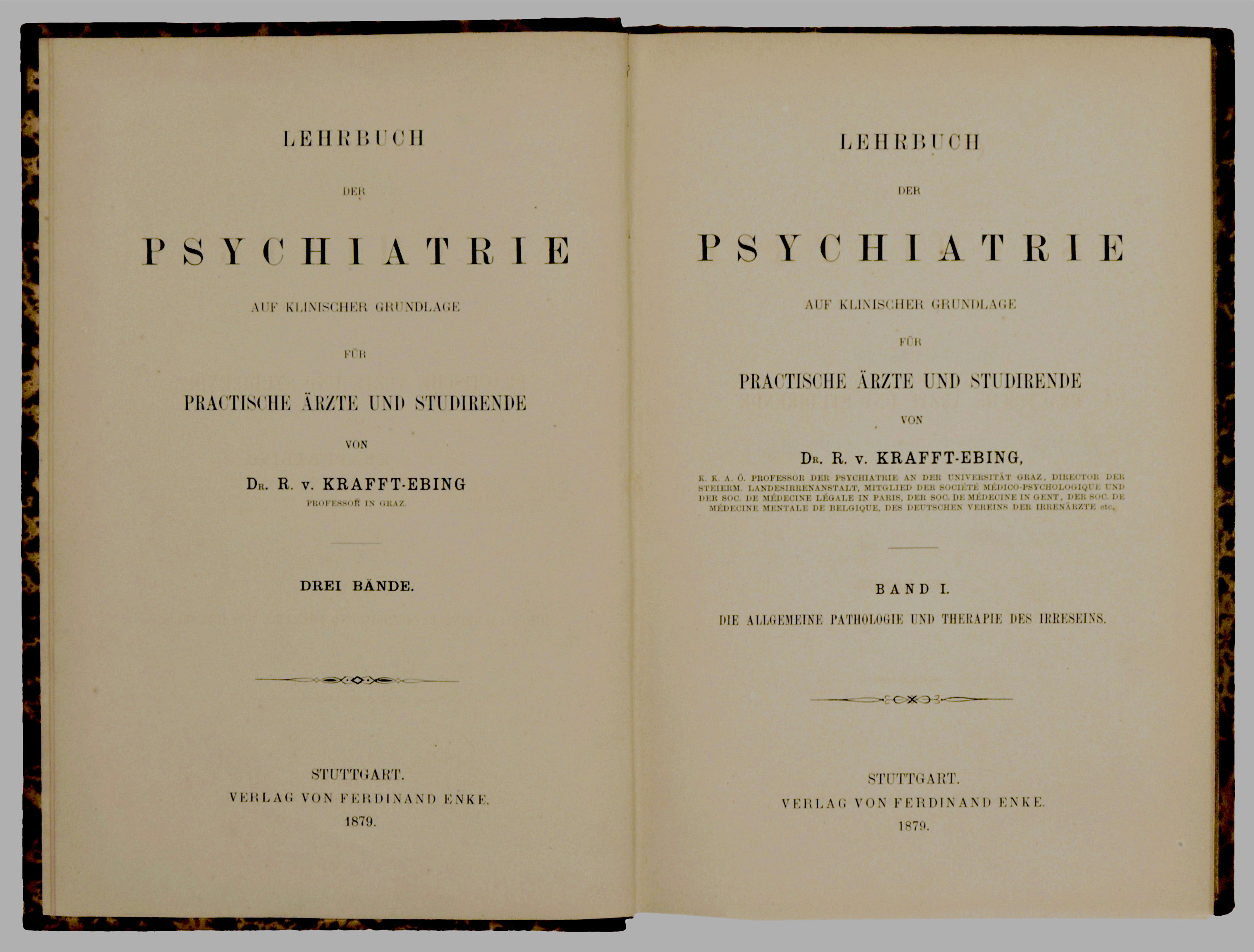
Lehrbuch der Psychiatrie (Підручник психіатрії), 1879
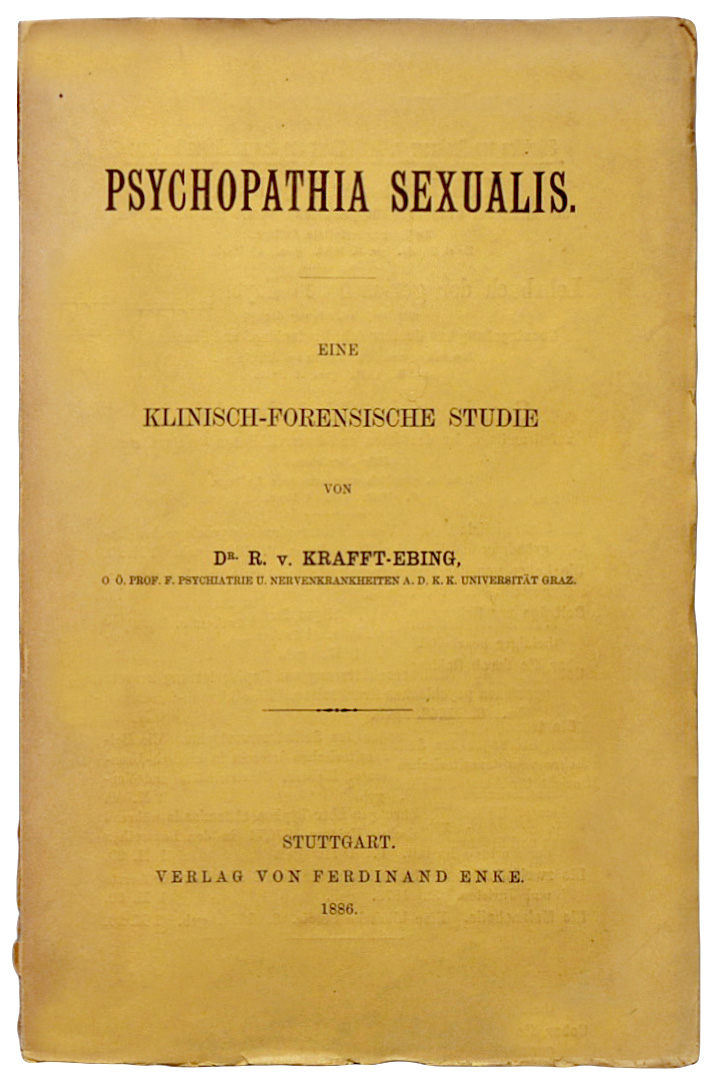
Psychopathia sexualis (Сексуальна психопатія), 1886